# Oiseau à neuf têtes

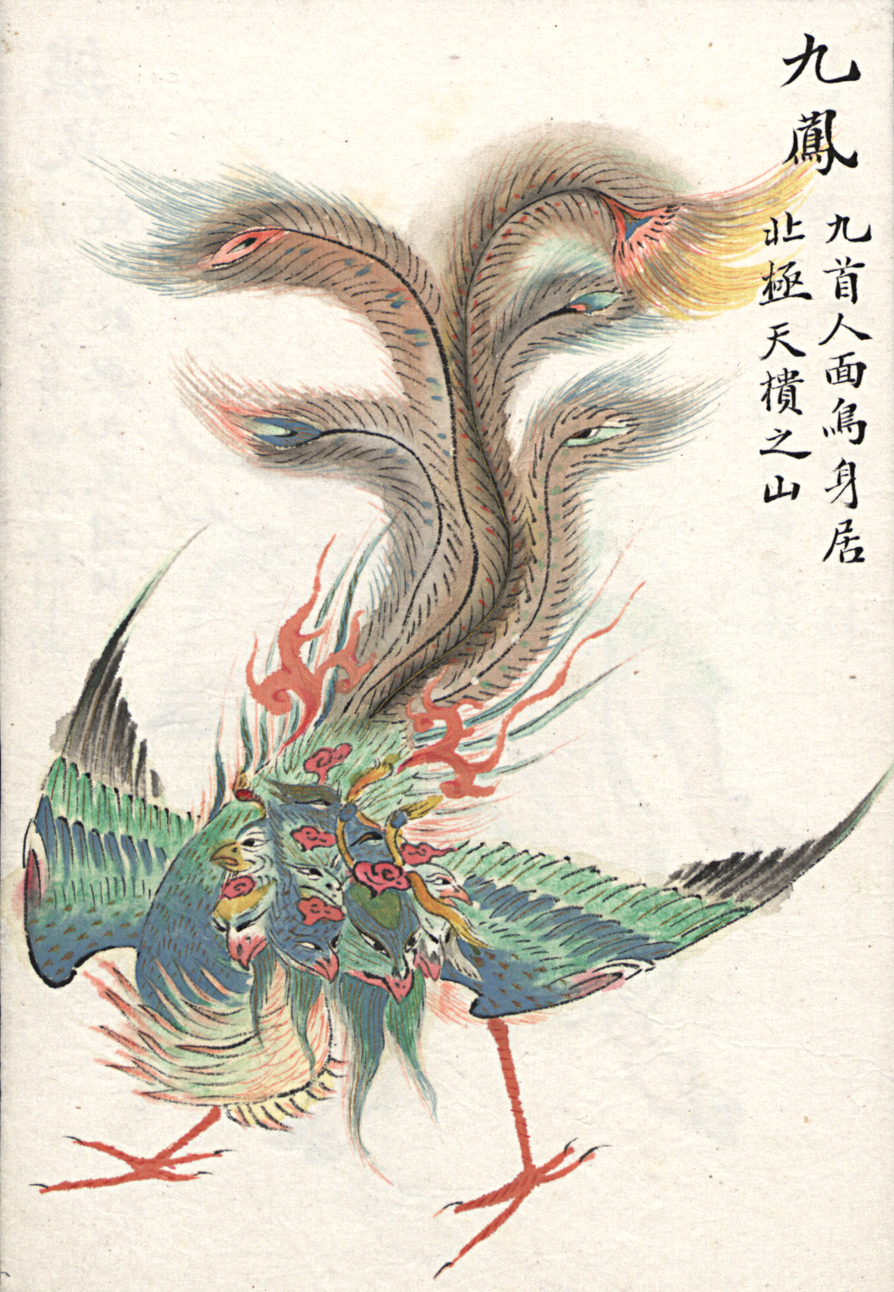
Phénix à neuf têtes, illustration du Classique des montagnes et des mers (Shan hai jing), dynastie Qing (1644–1911)

L'Oiseau à neuf têtes (chinois simplifié : 九头鸟 ; chinois traditionnel : 九頭鳥 ; pinyin : jiǔtóuniǎo) également appelé le phœnix neuf (九凤 / 九凰, jiǔfèng) est un symbole royal de la dynastie Chu (VIIIe siècle av. J.-C. – -223), dans la province de Hubei, c'est une des premières formes du fenghuang, le « phœnix chinois ».
Lors de la période des royaumes combattants (Ve siècle av. J.-C. — -221), en raison des hostilités entre les Chu et la Dynastie Zhou (-1045 – -256), l'oiseau à neuf tête a été présenté comme un oiseau de mauvais présage et surnommé machine diabolique (鬼车 / 鬼車, guǐchē) ou encore oiseau diabolique (鬼鸟 / 鬼鳥, guǐniǎo).
Il en est sorti une expression péjorative pour définir les gens de la province de Hubei ; 《天上九头鸟，地下湖北佬》, tiānshàng jiǔtóuniǎo, dìxià húběi lǎo, « Au ciel il y a l'oiseau à neuf têtes, sur terre, il y a les jeunes hommes du Hubei ». 佬, lǎo étant un terme péjoratif pour les jeunes hommes atteignant l'âge adulte que rien n'ébranle et qui obtiennent tout ce qu'ils désirent.